# Foxtrail

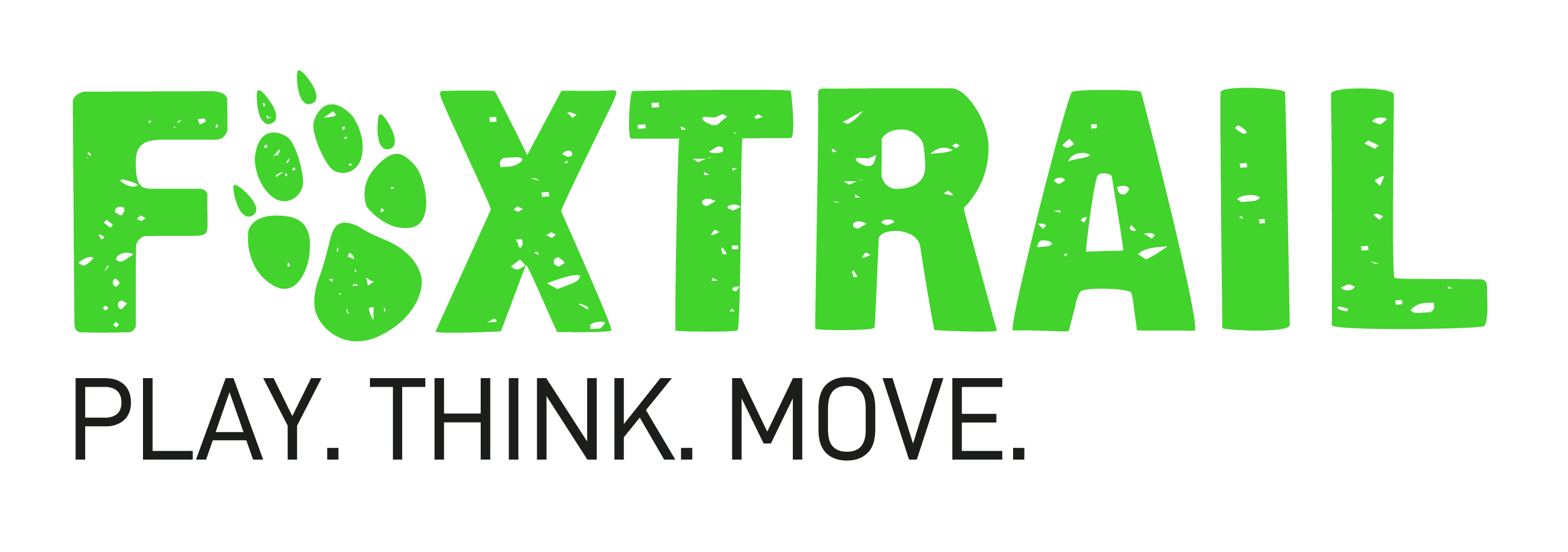
Das Foxtrail-Logo

Der Foxtrail ist eine touristische Schnitzeljagd, die zur spielerischen Erkundung von Städten und (Berg)landschaften in verschiedenen Ländern angeboten wird. Der Name Foxtrail soll in Anlehnung an die schlauen Füchse auf die von den Teilnehmern geforderte Schlauheit hinweisen. Der Foxtrail ist eine Mischung aus Sightseeing, Schnitzeljagd und Escape Game.

## Geschichte
Foxtrail wurde 2001 vom Schweizer Alfred «Fredy» Wiederkehr in Thun erdacht. Wiederkehr, der seinerzeit Leiter der Wirtschaftsförderung einer Tourismusregion war, gründete 2001 die Swisscovery GmbH mit Sitz in Luzern. Weiter entwickelte er am Thunersee (Thun, Spiez, Interlaken) sechs Test-Trails. Im Jahr 2002 wurde der erste Foxtrail in Thun in Betrieb genommen. Bis 2006 starteten Foxtrails in Luzern, St. Gallen und Zürich.

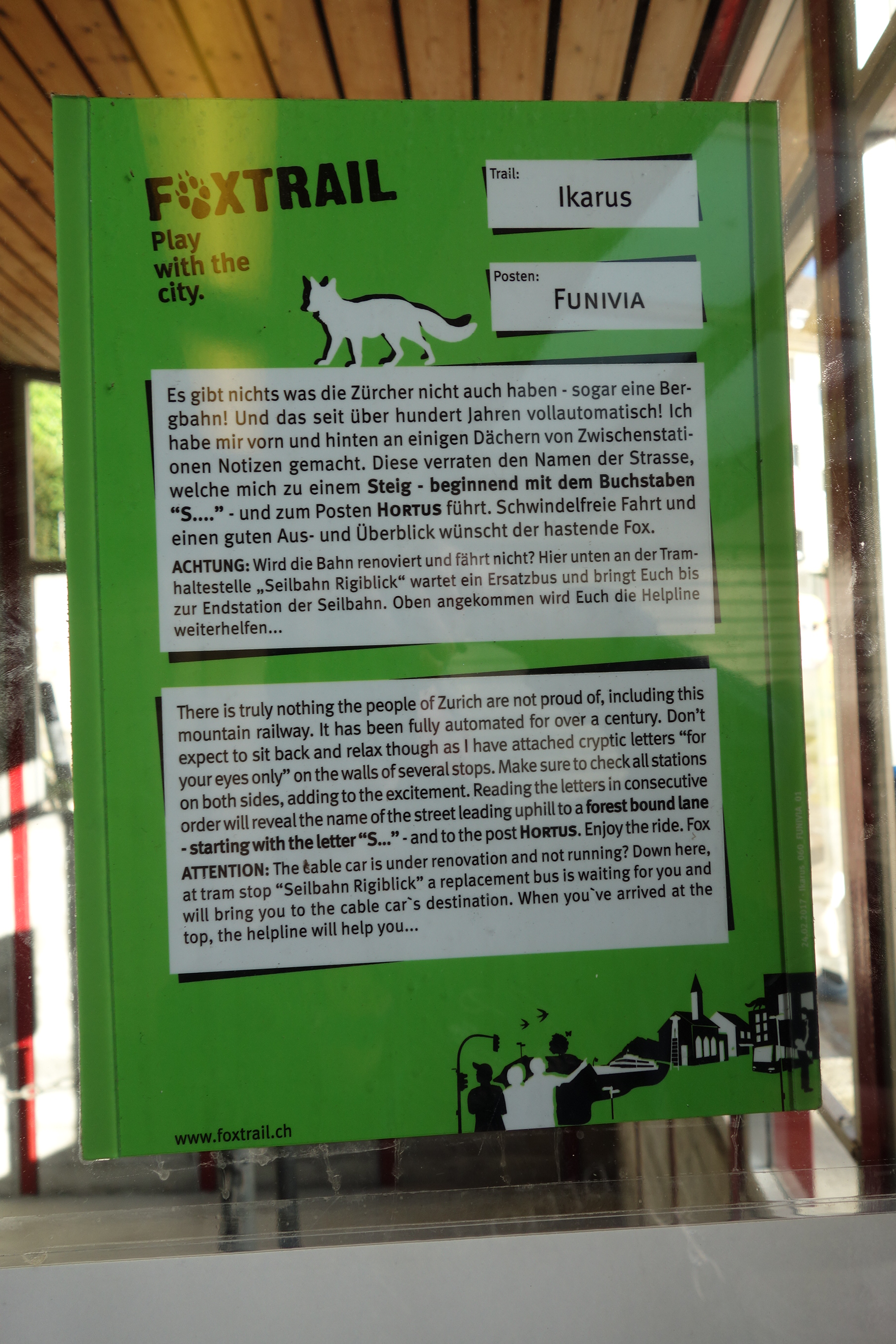
Foxtrail-Posten in Zürich

In Basel wurde 2010 der erste Online-Schlussposten, der Fotos der Teilnehmer schoss, eingerichtet. Weitere Foxtrails folgten in Bern, Kanton Aargau (Kooperation mit dem Museum Aargau), Lausanne, Lugano und im Kanton Jura. 2013 wurde der erste Schloss-Foxtrail auf dem Schloss Lenzburg eingeweiht. 2016 wurde in Bern der erste Velotrail, der RollingFox, eröffnet.
2017 wurden der erste Bergtrail in der Lenzerheide, ein Revier in Winterthur, ein erster Indoor-Foxtrail im Zürcher Hauptbahnhof, der erste EnergyFox in Thun und in Helsinki der erste Foxtrail im Ausland eingeweiht.
2018 verkaufte Wiederkehr die Swisscovery GmbH an die Central Outdoor Holding AG, zum Geschäftsführer wurde Nikolaus Pichler ernannt. Im gleichen Jahr kamen neue internationale Foxtrails in Berlin, Nürnberg und London dazu.
2019 breitete sich der Foxtrail auch international weiter aus: Rom und Paris kamen dazu. WWF und Foxtrail eröffnen einen «Laggs-Trail» (Lachse-Trail) in Basel.

## Konzept
Ein Foxtrail wird von einer Gruppe gebucht. Die Unterlagen kommen dann per E-Mail. Start und Ziel des Trails befinden sich am jeweiligen Bahnhof oder in dessen Nähe, wo auch eine Verkaufsstelle für die Tickets ist.
Jeder Trail ist mit seinen geografischen Charakteristiken und Rätselaufgaben auf den jeweiligen Ort zugeschnitten, während der Ablauf aufgrund der Startunterlagen ähnlich ist: Um die Spur des «Fuchses» durch die Stadt nicht zu verlieren, müssen unterwegs gemeinsam Codes geknackt und versteckte Botschaften gefunden werden, damit man den nächsten Posten finden kann. Wer nicht weiter kommt, kann die Helpline anrufen.
Der Trail wird normalerweise zu Fuss abgelaufen, manchmal müssen aber auch öffentliche Verkehrsmittel benützt werden. In der Schweiz gab es Stand 2019 etwa 50 verschiedene Trails und jährlich rund 160'000 Teilnehmer.

## Angelehnte Angebote
Seit der Eröffnung des ersten Foxtrails entstanden an verschiedenen Orten ähnliche Angebote, die zum Teil bewusst an das inzwischen weithin bekannte Konzept angelehnt sind, auch namentlich. So besteht etwa seit 2016 im Kloster Einsiedeln eine Schnitzeljagd mit dem Namen Monkstrail, auf der Geschichte und Gegenwart der Einsiedler Mönche erkundet werden können.

## Fussnoten
1. ↑  Foxtrail in Schweizer Städten. freizeit.ch
2. ↑  Foxtrail – Spass, Action, Spannung! myswitzerland.ch
3. ↑  Neuer Trend: In Berlin wird jetzt nach dem Fuchs gejagt. morgenpost.de
4. ↑  Neun Tipps für die Berliner Winterferien. tagesspiegel.de
5. 1 2  Jetzt noch mal raus: Bei dem Spiel Foxtrail lernt man Berlin aus einer anderen Perspektive kennen. Auf Spurensuche in Mitte. tagesspiegel.de
6. 1 2  Swisscovery GmbH, Luzern. CH-ID CH17040032764, EHRA-ID 611846 im Handelsregisteramt des Kantons Luzern.
7. ↑  Foxtrail Ballenberg: Schlussposten-Fotos.
8. ↑  Ursula Kahi: Der Foxtrail Wasserschloss. In: 111 Orte im Aargau, die man gesehen haben muss. Emons, Köln 2017, ISBN 978-3954515370, S. 263 eingeschränkte Vorschau in der Google-Buchsuche
9. ↑  RollingFox Bern
10. ↑  Berg-Foxtrail Lenzerheide
11. ↑  Foxtrail eröffnet ersten Indoor-Trail der Schweiz. infoticker.ch
12. ↑  Die Entstehung. foxtrail.ch
13. ↑  Internationale Trails. foxtrail.ch
14. ↑  Alle Trails. foxtrail.ch
15. ↑  Beitrag auf TeleZüri.Youtube